# Mauritius Pride

Le Mauritius Pride est un cargo mixte assurant des liaisons régulières entre les différentes îles des Mascareignes. Propriété d'un organisme parapublic mauricien, il est surtout conçu pour assurer le ravitaillement de l'île Rodrigues, où son arrivée est toujours très attendue.

## Histoire
Le Mauritius Pride a été construit en Allemagne. Livré en 1990 à la Mauritius Shipping Corporation, il remplace son ancien cargo dépourvu de facilités d'accueil pour les passagers, le MV Mauritius.
Le Mauritius Pride a emprunté la route maritime entre Port-Louis et Port Mathurin dès sa livraison. Il a également été affecté dès sa mise en service à la liaison entre la capitale mauricienne et le principal port de l'île de La Réunion, le port de la Pointe des Galets.
Concurrencé par plusieurs navires successifs sur ce dernier marché durant plusieurs années, il devient le seul à transporter des passagers entre Maurice et la Réunion en juillet 2000. Il transporte alors 19 000 personnes par an dans le cadre de cette liaison. Au total, 32 000 passagers voyagent à bord chaque année, dont 12 000 entre Maurice et Rodrigues.
Ses rotations ne suffisant plus à acheminer quelque 5 000 tonnes de cargo entre les différentes îles tous les ans, il est rejoint par un autre bateau de la MSC en juillet 2001, le Mauritius Trochetia. Il est vendu aux Maldives en février 2014 et remplacé par le MV Anna en mai 2015.

## Description
Le cargo mixte peut accueillir 268 passagers voyageant en cabine ou en classe économique, dans une salle commune. Trois repas leur sont servis pendant la traversée entre la Réunion et l'île Maurice. D'une vitesse de croisière moyenne de 13,5 nœuds, le Mauritius Pride effectue en effet cette liaison en une dizaine d'heures.
Il transporte davantage de vrac que de conteneurs. Sans passager à bord, son tonnage est de 4 843 tonnes.

## Informations complémentaires
Le Mauritius Pride figure sur un timbre de 10 roupies émis par la Poste mauricienne en 1998 (Yvert et Tellier no 900).